# Tonka Hemingway
Terrell H. Hemingway, detto Tonka (Conway, 31 ottobre 2001), è un giocatore di football americano statunitense che milita nel ruolo di defensive tackle per i Las Vegas Raiders della National Football League (NFL). Al college ha giocato per South Carolina. 

## Carriera universitaria
Hemingway, originario di Conway in Carolina del Sud, nella locale Conway High School si mise in evidenza come atleta praticando football, pallacanestro e baseball. Nel 2020 andò a giocare college football per l'Università della Carolina del Sud con i Gamecocks impegnati nella Southeastern Conference (SEC) della Divisione I della Football Bowl Subdivision (FBS) della NCAA.
Nelle sue cinque stagioni con i Gamecocks, dal 2020 al 2024, giocò 61 partite, mettendo complessivamente a tabellino 112 tackle, di cui 70 in solitaria, 11 passaggi deviati, 6 fumble recuperati, 2 fumble forzati e 9,5 sack.

## Carriera professionistica

### Las Vegas Raiders
Il 26 aprile 2025 Hemingway fu selezionato nel 4º giro del Draft NFL 2025, con la 135ª scelta assoluta, dai Las Vegas Raiders. L'8 maggio Hemingway firmò il suo contratto da rookie, un accordo quadriennale da 4,87 milioni di dollari totalmente garantiti.